# Gullvide
Gullvide (Salix bicolor) är en videväxtart som beskrevs av Fries. Enligt Catalogue of Life ingår Gullvide i släktet viden och familjen videväxter, men enligt Dyntaxa är tillhörigheten istället släktet viden och familjen videväxter. Arten förekommer tillfälligt i Sverige, men reproducerar sig inte.

## Underarter
Arten delas in i följande underarter:
- S. b. basaltica
- S. b. bicolor

## Bildgalleri

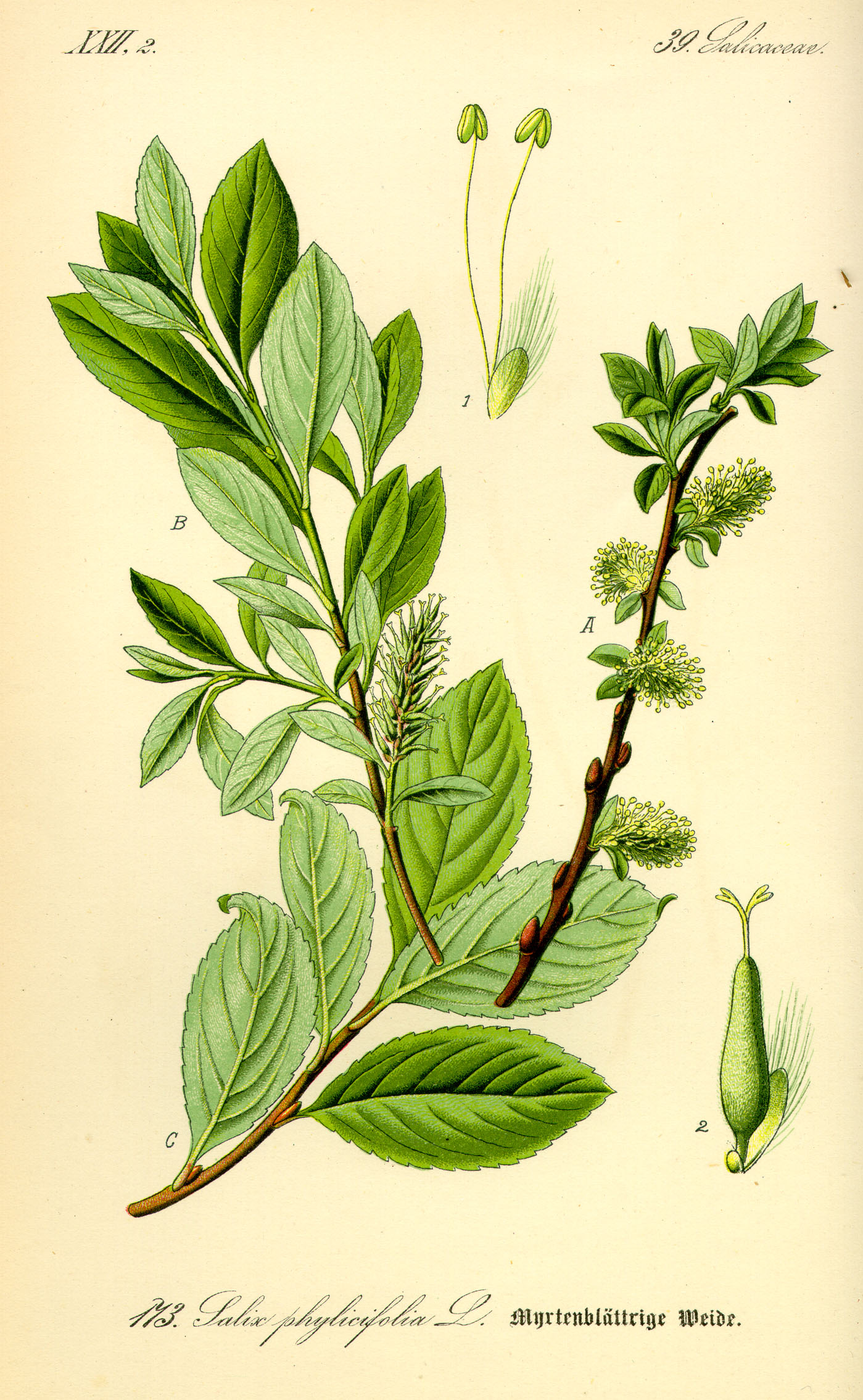
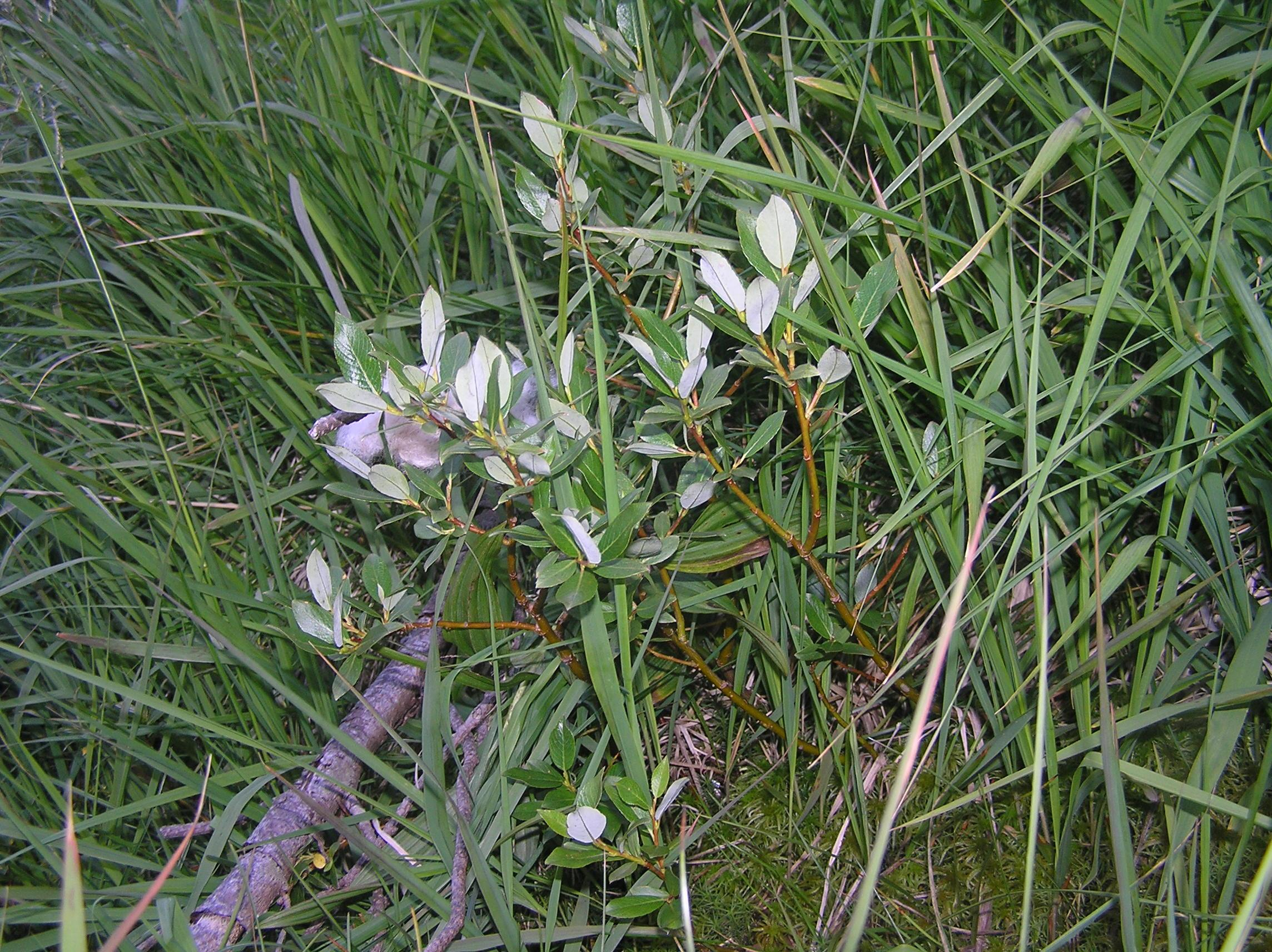
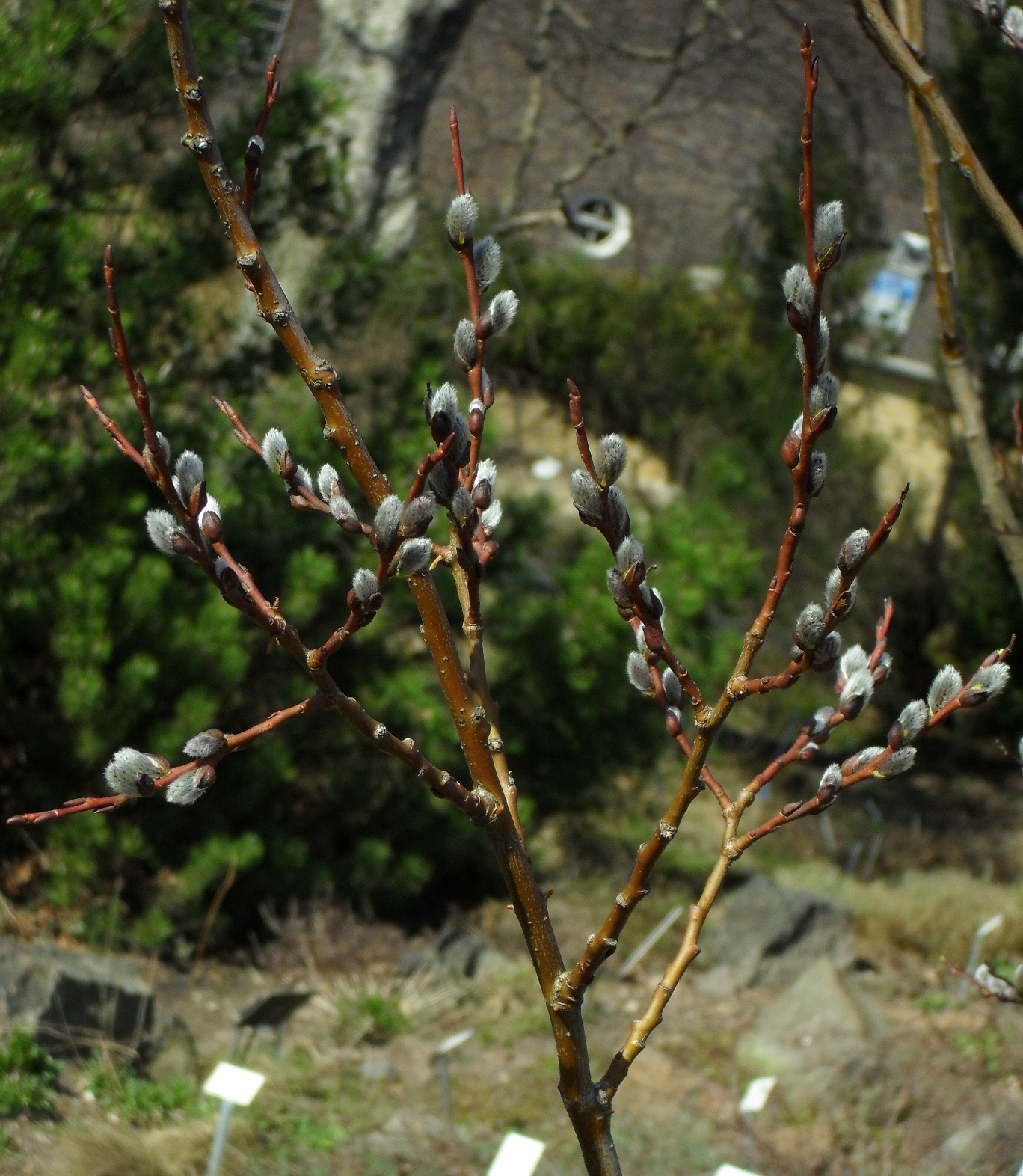